# Somogyjád
Somogyjád is een plaats (község) en gemeente in het Hongaarse comitaat Somogy. Somogyjád telt 1645 inwoners (2001).